# Cleome conrathii
Cleome conrathii là một loài thực vật có hoa trong họ Màng màng. Loài này được Burtt Davy mô tả khoa học đầu tiên năm 1924.